# Gospodarowanie
Gospodarowanie – to działalność ludzka, indywidualna i zbiorowa, która prowadzi do zaspokojenia potrzeb człowieka. Działalność ta polega na porównywaniu korzyści oraz kosztów i jest połączona z wyborem najlepszej dostępnej możliwości.
Proces gospodarowania obejmuje:
- produkcję dóbr materialnych i usług,
- podział wytworzonych dóbr i usług,
- wymianę podzielonych dóbr i usług,
- konsumpcję wymienionych dóbr i usług, a więc użytkowanie dóbr, korzystanie z usług i spożywanie określonych dóbr.